# Famille de Nogent-en-Bassigny
La Maison de Nogent est une famille féodale du Moyen Âge, originaire de la ville de Nogent, dans le Bassigny, et était vassale des évêques de Langres puis des comtes de Champagne.

## Origines
La famille de Nogent semble apparaitre à la fin du XIe siècle avec Renier Ier de Nogent. Elle descend peut-être des comtes de Bassigny et est très certainement apparentée à la famille de Choiseul, peut-être une branche cadette ou par mariage.
La seigneurie semble assez importante et se serait étalée sur la majeure partie du plateau de Langres et aurait sous sa dépendance 38 villages.

## Généalogie

### Branche principale
- Renier Ier de Nogent († après 1102), premier seigneur connu de Nogent. Il apparait dès 1066 dans une charte de l'abbaye Saint-Bénigne de Dijon[4], puis dans un acte de l'évêque de Langres Robert de Bourgogne. Il aurait également participé à la fondation du prieuré de Varennes avec son beau-frère Renier Ier de Choiseul. Le nom de son épouse est inconnu, mais il a au moins un enfant :
  - Barthélemy Ier de Nogent, qui suit.
  - Hugues de Nogent (filiation non certaine), chevalier, cité comme témoin dans un acte fait à Rolampont vers 1140 et gardé au cartulaire de l'église Saint-Étienne de Dijon[3].
  - Vilaines de Nogent (filiation non certaine), chevalier, cité comme témoin dans un acte fait à Rolampont vers 1140 et gardé au cartulaire de l'église Saint-Étienne de Dijon[3].
- Barthélemy Ier de Nogent († vers 1130), seigneur de Nogent à la mort de son père. En 1128, il fait un don avec Geoffroy II de Chaumont à l'abbaye de La Crête. Il épouse une femme prénommée Agnès, qui après son veuvage épousera probablement en secondes noces en 1131 Aymon de Til-Chatel[1], dont il a au moins un enfant :
  - Barthélemy II de Nogent, qui suit.

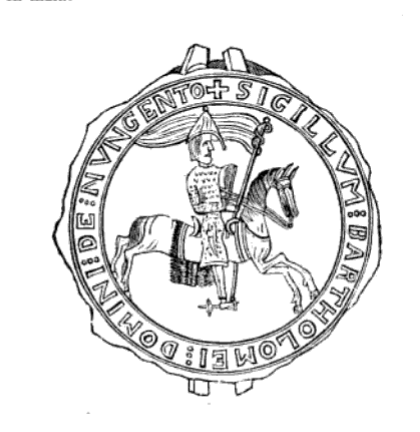
Sceau de Barthélemy II de Nogent

- Barthélemy II de Nogent († après 1180), seigneur de Nogent à la mort de son père. Il fait des dons aux abbayes de Morimond et de La Crête, à l'hôpital de Mormant et à la commanderie du Corgebin. Il épouse Humbeline de Vendeuvre, qui épousera après son veuvage en deuxième noces le comte de Vaudémont Gérard II, et dont il aura sept enfants[1] :
  - Renier II de Nogent, qui suit.
  - Simon de Nogent, chanoine à Langres à partir de 1182 et décédé avant 1228 où il fait un don aux abbayes de Morimond et de La Crête.
  - Henri de Nogent, cité dans des chartes de 1175 et 1177, tige de la branche des seigneurs de Saint-Ciergues, qui suit plus loin.
  - Guillaume de Nogent, cité dans une charte de 1177, également chanoine à Langres et qui léguera ses biens au chapitre, ce qui entrainera un conflit armé avec son frère Renier et son neveu André. En 1228, il vend deux maisons au chapitre de Langres et qui appartenaient à son frère Simon avant de partir en pèlerinage à Jérusalem.
  - Barthélemy III de Nogent, cité dans des chartes de 1175 et 1177, tige de la branche des seigneurs de Châtillon-sur-Saône, qui suit plus loin.
  - Élisabeth de Nogent, qui épouse Guy III de Jonvelle, dont elle a une fille, Élisabeth de Jonvelle qui épousera Simon III de Sexfontaines.
  - Ermengarde de Nogent, citée dans une charte de 1177, probablement morte jeune sans union ni postérité.
- Renier II de Nogent († 1237), seigneur de Nogent à la mort de son père. Il participe probablement à la troisième croisade. Lors de la guerre de succession de Champagne, il reste fidèle à la comtesse Blanche de Navarre alors que son fils aîné André de Nogent prend le parti opposé et soutient Erard de Brienne. Il entre en conflit avec son frère Guillaume de Nogent, chanoine à Langres, qui a cédé ses biens au chapitre de Langres. En 1233, il est assiégé par le comte de Champagne et en 1235 ce comte le dépossède de la seigneurie de Nogent. Il épouse Mahaut, dont le nom de famille est inconnu, de qui il a sept enfants :
  - André de Nogent, qui suit.
  - Guillaume de Nogent. Il reçoit de son père en 1233 la terre d'Ageville qu'il tient en fief du comte de Champagne.
  - Barthélemy de Nogent, chanoine à Langres.
  - Gautier de Nogent, seigneur de Cohons, tige de la branche des seigneurs de Villemaheu, qui suit plus loin.
  - Élisabeth de Nogent, qui épouse en premières noces Renaud de Cohons, fils d'Hugues de Montsaugeon et de Marguerite de Grancey-Frolois (alors remariée à Barthélemy de Nogent, oncle d'Élisabeth). Veuve en 1214, elle épouse en secondes noces Guyde la Roche-sur-l'Ognon, d'où postérité. De nouveau veuve, elle épouse en troisièmes noces Étienne des Monts.
  - Alix de Nogent, qui épouse Renier de Chaumont, fils de Jobert de Chaumont.
  - Aéline de Nogent, religieux à l'abbaye de Poulangy.
- André de Nogent († après 1252). Lors de la guerre de succession de Champagne, il soutient Erard de Brienne tandis que son père reste fidèle à la comtesse Blanche de Navarre. En 1235, son père est dépossédé de Nogent par le comte de Champagne qui fait le siège du château et André n'en hérite qu'une petite partie. En 1251 ou 1252, il cède au comte de Champagne ce qu'il possède à Nogent contre le seigneurie de Chapelaine avec 120 livres de rente. Le nom de son épouse est inconnu, mais il a au moins quatre enfants :
  - Renier II de Nogent, qui suit.
  - Pons de Nogent, dit Poonez, écuyer, décédé en 1247 probablement sans union ni postérité.
  - Guy d'Yland, qui en 1264 postulait pour une prébende de chanoine à l'église de Vergy.
  - Alix de Nogent, qui épouse en tant que troisième femme Simon de Parroye dont elle a plusieurs enfants ; Jean de Parroye, Aubert de Parroye, Simon de Parroye et Ferry du Châtelet, qui seront les héritiers d'André de Nogent pour ce qu'il possédait encore en pays langrois.
- Renier III de Nogent († 1237), seigneur de Chapelaine à la mort de son père. Il est cité comme écuyer dans un acte de 1247 concernant un don de son frère Pons. Il est probablement mort sans union ni postérité.

Certains historiens ont ajouté Vienet de Nogent, châtelain de Nogent et bailli de Chaumont, parmi les enfants d'André de Nogent, et ont donc ajouté la descendance de celui-ci dans la généalogie de la maison de Nogent, mais il semblerait que Vienet soit plutôt un agent des comtes de Champagne ou des évêques de Langres chargé de veiller à leurs intérêts.

### Branche des seigneurs de Saint-Ciergues
- Henri Ier de Nogent. Il participe probablement à la quatrième croisade. Il épouse Alix de Bricon, fille de Simon de Bricon, dont il a quatre enfants :
  - Henri II de Nogent, qui suit.
  - Hue de Nogent, cité dans une charte de 1204.
  - Simon de Nogent, cité comme étant encore enfant dans une charte de 1204.
  - Marguerite de Nogent, citée dans une charte de 1204.
- Henri II de Nogent, seigneur de Saint-Ciergues. Il épouse Alix, dont le nom de famille est inconnu, dont il a au moins quatre enfants :
  - Renier de Saint-Ciergues, qui suit.
  - André de Nogent, cité dès 1224. Il effectue un pèlerinage en 1234. Il devient seigneur de Ravennefontaines. Il épouse Gertrude, dont le nom de famille est inconnu, dont il a au moins une fille :
    - Perrette de Nogent, qui épouse Warins de Dammartin-sur-Meuse.

  - Guy de Nogent, seigneur de Mauvilly. Cité en 1232 avec son père puis en 1234 avec ses frères. Il épouse une prénommée Lucie, Luque ou Léticia, dont le nom de famille est inconnu.
  - Orry de Nogent, cité uniquement dans un acte de 1231.
- Renier de Saint-Ciergues, seigneur de Saint-Ciergues à la mort de son père. Il épouse Nalette de Rouvres, fille de Hue de Rouvres-sur-Aube, dont il a cinq enfants :
  - Henri III de Saint-Ciergues, qui suit.
  - Guy de Saint-Ciergues, cité dans un acte de 1254.
  - Colin de Saint-Ciergues, cité dans un acte de 1254.
  - Simon de Saint-Ciergues, clerc, cité en 1266 avec son frère Henri et en 1268 avec sa sœur Gilette.
  - Gilette de Saint-Ciergues, citée dans un acte de 1254. Elle épouse Jean de Dammartin.
- Henri III de Saint-Ciergues, seigneur de Saint-Ciergues à la mort de son père. Il épouse Alix de Mussy mais n'a pas de descendance connue.

### Branche des seigneurs de Châtillon-sur-Saône
- Barthélemy III de Nogent († avant 1227). Il épouse avant 1198 Marguerite de Grancey, veuve d'Hugues de Montsaugeon, seigneur de Cohons, fille d'Eudes de Grancey et de Nova de Frolois. Par ce mariage, Barthélemy devient seigneur de Montsaugeon et de Cohons pendant la minorité de son beau-fils, qui épousera par la suite Élisabeth de Nogent, fille de Renier II. Barthélemy et Marguerite ont ensemble deux enfants :
  - Barthélemy IV de Nogent, qui suit.
  - La dame de Sain-Julien.
- Barthélemy IV de Nogent. Il reçoit de son demi-frère Renaud de Cohons une part de Lucey. Il épouse Bonnefille de Châtillon-sur-Saône (probable petite-fille de Gauthier de Châtillon-sur-Saône, lui-même fils d'Humbert de Châtillon-sur-Saône et de Bonnefille de Raucourt, connus dans un acte de 1160) et devient seigneur de Châtillon-sur-Saône qu'il reconnait en 1224 tenir de l'évêque de Langres. Barthélemy et Bonnefille n'ont pas de descendance connue. En 1234 toutefois, la forteresse de Châtillon-sur-Saône sera la propriété du comte de Bar mais les circonstances de ce changement sont inconnues.

### Branche des seigneurs de Villemaheu
- Gautier Ier de Nogent, cité comme chevalier dans une charte de 1235. Son père lui cède de son vivant la forteresse de Cohons qu'il tient du comte de Champagne, et à qui il la cédera en échange des droits à Montigny, Bonnecourt, Mandres et Choignes. Il possède également Poinson avec la moitié de Chamarandes ainsi que Villemaheu, peut-être de suite de l'échange de Cohons avec le comte de Champagne. Il épouse Yde, dont le nom de famille est inconnu, dont il a au moins un enfant :
  - Renier de Nogent, qui suit.
- Renier de Nogent, seigneur de Villemaheu à la mort de son père. Il a au moins un enfant :
  - Gautherin de Villemaheu, qui suit.
- Gautherin de Villemaheu ou Gautier II de Villemaheu, seigneur de Villemaheu à la mort de son père. En 1283, il demande à être inhumé en l'abbaye de Boulancourt. Il épouse Alix d'Epothémont, fille de Gauthier Boschet, dont il a au moins deux enfants :
  - Herbert de Villemaheu.
  - Gautier de Villemaheu, qui suit.
- Gautier III de Villemaheu, seigneur de Villemaheu à la mort de son père.  Cité en 1312 pour avoir arrêté un homme dans une maison appartenant à Saint-Étienne de Troyes et avoir reconnu ensuite la franchise du lieu. Il a au moins deux enfants :
  - Jean de Villemaheu, cité avec son frère en 1337 dans un rôle des gens d'armes du bailliage de Chaumont convoqués à Luxeuil.
  - Renier de Villemaheu, cité avec son frère en 1337 dans un rôle des gens d'armes du bailliage de Chaumont convoqués à Luxeuil.